# Soffia so'...
Soffia so'...  è uno spettacolo teatrale di rivista scritto da Pietro Garinei e Sandro Giovannini, andato in scena per la prima volta a Roma, al Teatro Quattro Fontane, il 13 gennaio 1945.
Pochi mesi dopo il vivo successo di Cantachiaro, scritta assieme a Franco Monicelli e Italo De Tuddo, Soffia so'... è il primo copione creato esclusivamente dalla coppia G&G.
Dopo l'esordio al Teatro Quattro Fontane il 13 gennaio 1945, Soffia so'... viene seguito da Soffia so'... ai bagni di mare (Arena Cosmo di Roma, 20 luglio 1945) e da Soffia so'...n. 2 (Teatro Nuovo di Milano, 17 agosto 1945).
Lo spettacolo, con la sua trasgressività e la pungente satira politica a tutto campo, che colpiva imparzialmente tanto democristiani e liberali quanto socialisti e comunisti, entusiasmò il pubblico sempre numerosissimo, ma scatenò anche proteste da singole parti politiche che si sentivano qui e là attaccate: a Milano nell'agosto 1945 si scatenarono dure contestazioni e il teatro venne danneggiato.
Lo spettacolo vide calcare per l'ultima volta i palcoscenici il comico romano Gustavo Cacini.